# Stampante

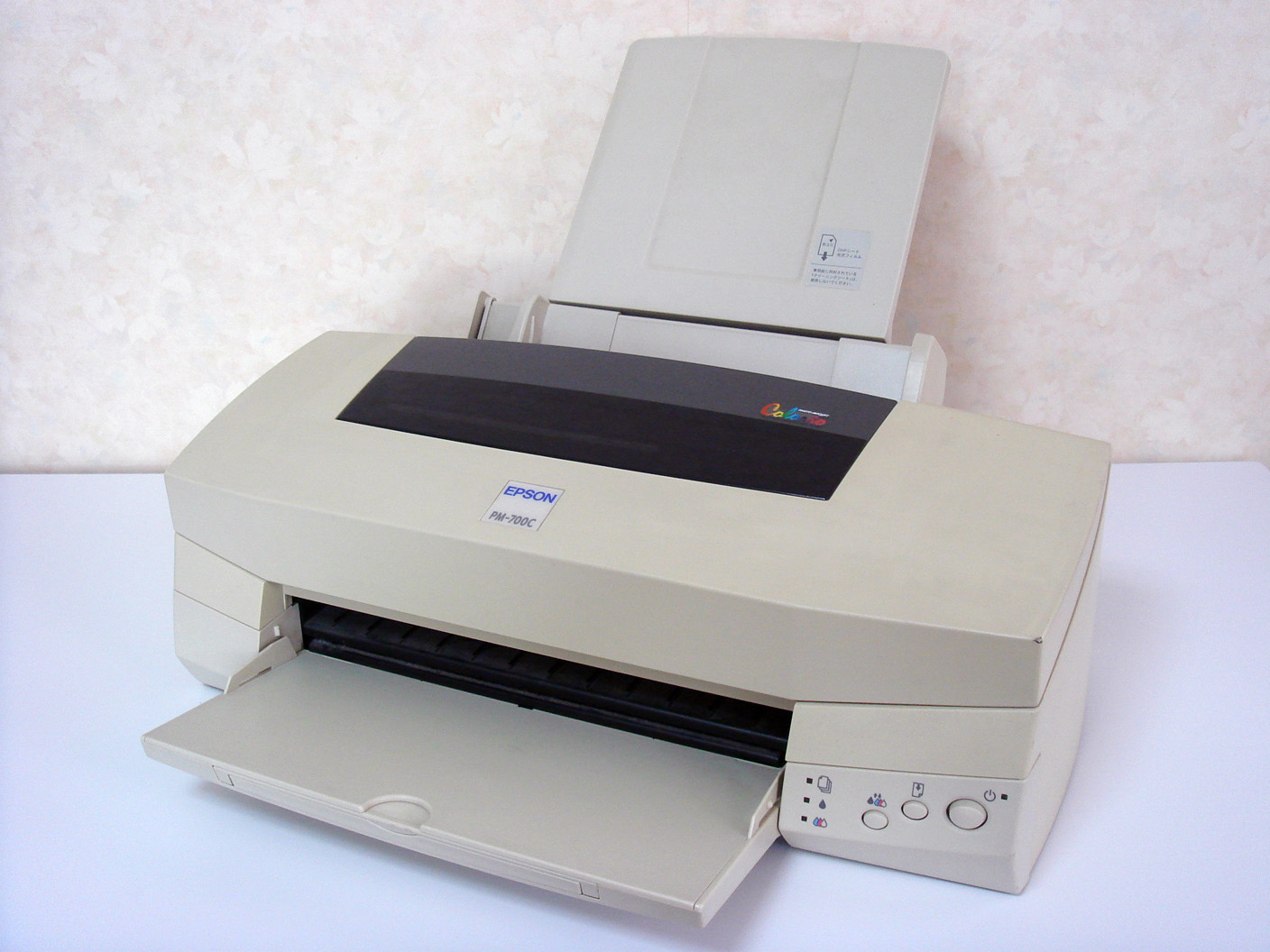
Esempio di stampante (EPSON Colorio Inkjet PM-700C)

La stampante, unità di stampa o unità stampante, è una periferica di output elettronica del computer in grado di eseguire l'operazione di stampa su carta di dati scelti dall'utente. Attraverso la stampante il computer è quindi in grado di trasferire immagini e/o testi su carta.

## Storia

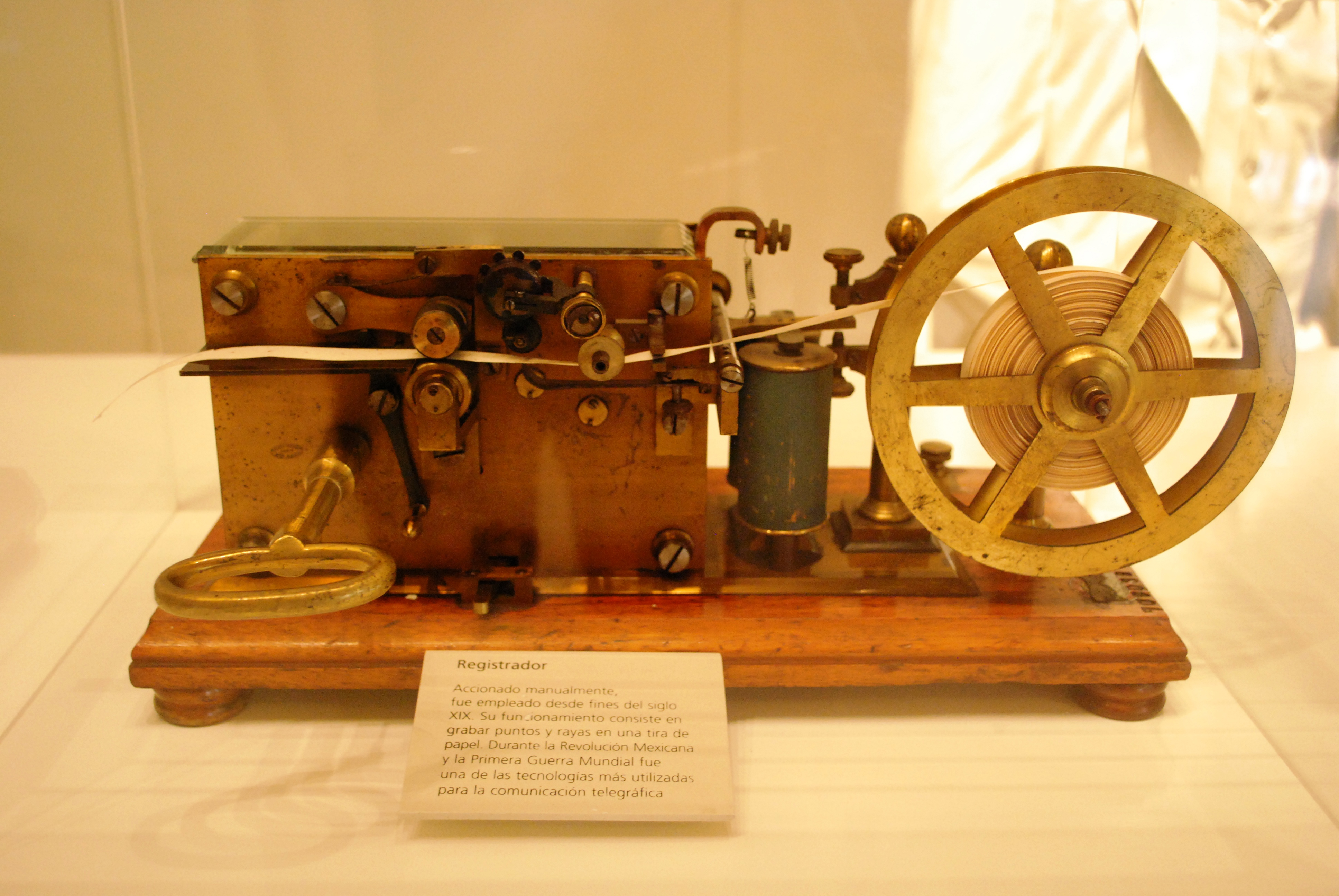
Stampante per telegrafo (Museo del telegrafo, Città del Messico).

L'impiego delle stampanti risale agli albori dell'informatica, essendo l'utilizzo del monitor per l'output dei dati un'invenzione successiva a quella della stampante. I primi computer restituivano i dati per mezzo di spie luminose, nastri perforati e stampe su carta.

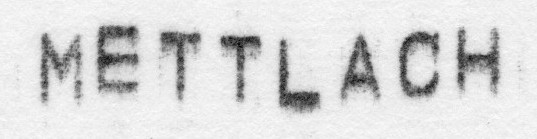
Esempio di stampa di una stampante a impatto (stampante a tamburo). Si notano il disallineamento dei caratteri e l'imprecisione dei contorni.

Anche prima dell'era dei computer, già a metà Ottocento erano disponibili stampanti per imprimere su carta i segnali in codice Morse del telegrafo.
Tutte le stampanti sviluppate fino agli anni ottanta utilizzavano la tecnologia ad impatto, già sviluppata per le macchine da scrivere. I primi sistemi di videoscrittura erano costituiti da una stampante abbinata ad un computer dedicato.

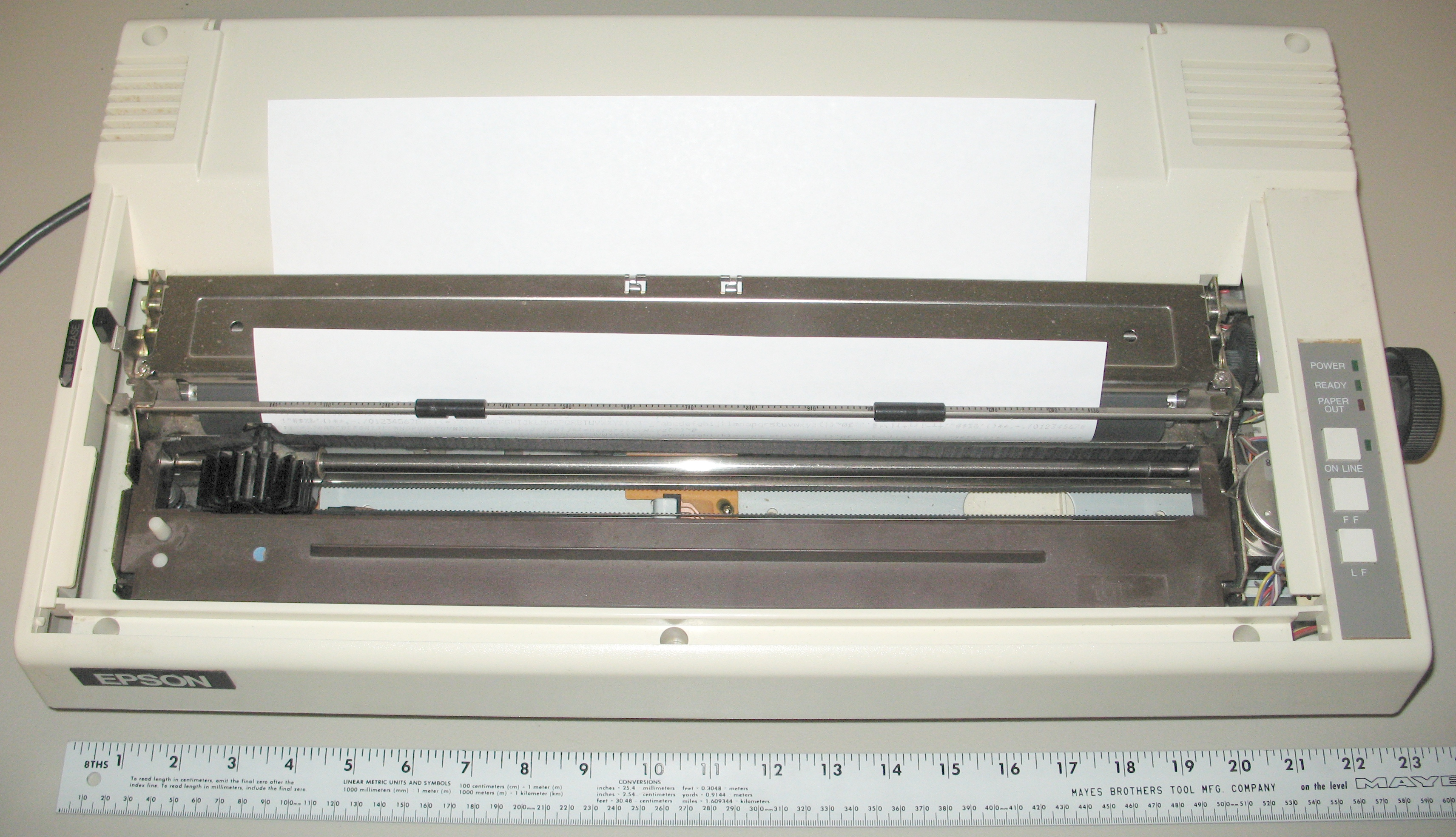
Esempio di stampante ad aghi a carrello largo, progettata per carta da 360 mm, mostrata con carta Legal da 220 mm × 360 mm. Questo tipo di stampante veniva usata soprattutto per applicazioni contabili

L'introduzione della tecnologia a matrice di aghi avvenne nel 1970 ad opera di Centronics, nome legato allo standard della porta parallela. Il numero limitato di aghi nei primi modelli produceva caratteri poco definiti e sbiaditi.

L'introduzione della matrice a 24 aghi con la famiglia LQ della Epson segnò una svolta nella qualità, che divenne comparabile con la tecnologia ad impatto tradizionale, ma con in più la possibilità della stampa grafica.
Nel 1971 la Casio inizia lo sviluppo della tecnologia a getto di inchiostro piezoelettrica (o inkjet). Il primo modello commerciale di stampante inkjet fu disponibile solamente nel 1984, con la serie Thinkjet dalla Hewlett-Packard. Questa svolta fu possibile grazie allo sviluppo della tecnologia termica a partire dal 1979 da parte della HP. Dopo tre anni uscì il primo modello a colori: la Paintjet.
La tecnologia laser fu sviluppata inizialmente da Xerox Corporation nel 1971. Le prime macchine erano estremamente costose, complesse ed ingombranti. Nel 1982 fu resa disponibile da Canon la LBP-10, la prima stampante laser commerciale da tavolo.
Importante fu anche lo sviluppo degli standard di comunicazione con il computer. Alcuni modelli di stampanti di successo hanno dato origine a standard de facto, le cosiddette "emulazioni". Una stampante poteva accettare i comandi destinati al modello standard emulato ed era in questo modo compatibile con il software esistente. Alcuni esempi di emulazioni sono: IBM Proprinter, Epson ESC P/2, HP Laserjet.
Altrettanto importante è stata l'ideazione dei linguaggi standard per la descrizione della pagina, indipendenti dal modello di stampante: i più diffusi sono il Postscript di Adobe (1976) ed il Printer Control Language (PCL) di Hewlett-Packard.
In pratica le applicazioni codificano nel linguaggio specifico le pagine da stampare, senza doversi preoccupare di quale dispositivo di output è utilizzato; il codice è poi interpretato dal microprocessore della stampante, dai driver software, oppure da programmi di visualizzazione/conversione.

## Funzionamento
Tipicamente, la stampante, in quanto periferica del computer, riceve in input dalla CPU, su ordine del sistema operativo, l'ordine di stampa e con esso il documento da stampare, dopo che l'utente ha selezionato le opzioni o proprietà di stampa desiderate.
A supporto del processo di stampa è lo spooler, che riceve dai programmi i dati da stampare e li stampa in successione, permettendo ai programmi di proseguire senza dover attendere la fine del processo di stampa. Sulla stampante possono pendere dunque più processi di stampa richiesti e in attesa gestiti spesso con code a priorità.

## Tipi
Molteplici sono le tecnologie sviluppate per stampare informazioni su carta. Alcune sono state rese obsolete dall'arrivo di altre, ma spesso non del tutto estinte, semplicemente relegate ad applicazioni particolari.

### Stampanti a impatto
Questa tecnologia, per la maggior parte, è derivata dalle macchine da scrivere elettriche. Essenzialmente alcuni punzoni riportano in rilievo la forma del carattere, che per mezzo di un elettromagnete viene battuto sulla carta con l'interposizione di un nastro inchiostrato. I caratteri possono essere portati su leve, sulla superficie di cilindri, sul bordo di un disco (margherita), su un nastro metallico (catena), o su una sfera. I limiti di questo sistema consistono nella limitatezza di ciò che può essere stampato (font fissi, niente grafica) e nella lentezza, ad eccezione delle stampanti a catena che riuscivano a stampare a velocità paragonabili ad una moderna laser.

### Stampanti di linea
Le stampanti di linea appartengono sempre alla categoria delle stampanti ad impatto, ma sono molto più veloci, riuscendo a stampare un'intera linea di testo alla volta. Nel corso degli anni sono state sviluppate tre diverse tipi:
- stampanti a tamburo
- stampanti a catena
- stampanti a matrice di riga

Nelle stampanti a tamburo, un tamburo porta l'intera serie di caratteri stampabili ripetuto in ogni colonna della riga che deve essere stampata.
Nelle stampanti a catena (chiamate anche stampanti a martelli o a nastro), la serie di caratteri è disposta in sequenze multiple attorno ad una catena o su di un nastro metallico che viaggia orizzontalmente di fronte alla linea di stampa.
In entrambi i casi per stampare una linea, dei piccoli martelli accuratamente temporizzati colpiscono la parte posteriore della carta nel momento esatto in cui il carattere corretto da stampare sta passando davanti alla giusta colonna carta. La carta viene spinta avanti contro un nastro di tessuto inchiostrato che a sua volta preme contro la forma del carattere e questo viene impresso sulla carta.
Le stampanti a matrice di riga rappresentano l'ultimo tipo di stampanti di linea e sono tuttora in commercio. Queste stampanti sono un ibrido tra le stampanti a matrice di aghi e la stampante di linea a martelli. In queste stampanti, un pettine di piccoli martelli puntiformi stampa contemporaneamente una riga delle colonne dei pixel per volta. Facendo muovere leggermente il pettine avanti e indietro è possibile stampare l'intera fila di pixel. La carta viene alzata e viene stampata la fila successiva di pixel, fino al completamento della riga di caratteri. Poiché con questa tecnica si aumenta notevolmente il numero di aghi che stampano in contemporanea rispetto ai 9 o 24 della stampanti con matrice di aghi convenzionale, queste stampanti sono molto più veloci rispetto alle stampanti con matrice di aghi e sono competitive nella velocità rispetto alle stampanti di linea, avendo in più l'enorme vantaggio di poter stampare grafica a matrice di punti, es. i Codici a Barre.
Dato elevati costi, gli ingombri e la rumorosità, le stampanti di linea erano impiegate per quei gravosissimi lavori di stampa dentro ai centri di calcolo dove, collegati a potentissimi mainframe, venivano impiegate per la stampa di bollette da inoltrare alle utenze nazionali di acqua luce telefono.
Nelle stampanti di linea la velocità di stampa viene espressa in LPM ovvero Linee Per Minuto, diversamente dalle altre stampanti ad impatto dove viene espressa in Caratteri Per Minuto (CPM).
L'eredità delle stampanti di linea si trova anche oggi dentro a molti sistemi operativi dei computer, che tuttora usano le abbreviazioni "lp", " lpr" o "LPT" per riferirsi alle LinePrinTers.

### Stampanti a matrice di aghi

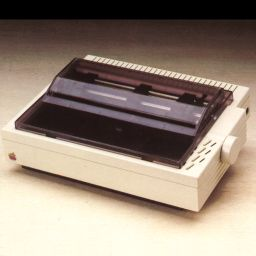
Stampante ad aghi Apple scribe

Le testine di stampa, generalmente con standard di 7, 9, 18, 24 oppure 36 aghi funziona attraverso testine di stampa ad aghi in acciaio, o in sinterizzato di tungsteno, mossi da elettromagneti azionati da driver appositi, battono sulla carta attraverso un nastro inchiostrato mentre si spostano lateralmente sul foglio. La sequenza dei colpi è generata da un circuito elettronico per comporre i pixel che costituiscono i caratteri o parte di un'immagine. La risoluzione in queste stampanti è misurata in CPI (caratteri per pollice), ovvero il numero di caratteri che potevano essere contenuti in senso orizzontale in un pollice (2,54 cm).
La stampa può avvenire in entrambi i sensi di spostamento della testina, con un aumento della velocità complessiva (stampa bidirezionale). Alcuni modelli di stampanti ad aghi possono riprodurre il colore, impiegando oltre al nero anche tre bande colorate secondo lo standard CMYK. La tecnologia di stampa a matrice è ancora richiesta in alcuni settori poiché permette di imprimere anche modulistica a più copie.

### Stampanti a getto di inchiostro
È la tecnologia che ha avuto il maggiore successo presso l'utenza privata ed i piccoli uffici, principalmente a causa del basso costo di produzione, della silenziosità e buona resa dei colori. Una schiera di centinaia di microscopici ugelli spruzzano minuscole gocce di inchiostro a base di acqua sulla carta durante lo spostamento del carrello. Il movimento dell'inchiostro è ottenuto per mezzo di due distinte tecnologie:
- pompe piezoelettriche che comprimono il liquido in una minuscola camera,
- resistenze elettriche che scaldano bruscamente il fluido all'interno della camera di compressione aumentandone il volume e quindi facendolo schizzare dall'ugello (Jet_Plate).

Entrambi veri prodigi di fluidodinamica sono realizzate con tecnologie di fotoincisione simili a quelle per la produzione di massa dei circuiti integrati, che consentono costi per quantità molto contenuti. La risoluzione e la qualità di stampa di queste testine raggiunge livelli paragonabili alla fotografia tradizionale, ma solamente utilizzando carta la cui superficie sia stata opportunamente trattata per ricevere l'inchiostro. Il problema più grave di questa tecnica è l'essiccamento dell'inchiostro nelle testine, che è frequente causa di malfunzionamenti. Un altro svantaggio è dato dall'elevato costo per copia stampata se confrontato con le altre tecnologie.
Queste stampanti impiegano circa 5-15 secondi per pagina, e hanno una risoluzione che varia dai 300x300 dpi (dots per inch) ai 4200x1200 dpi.

### Stampanti a inchiostro solido
Tecnologia simile alla precedente, ma che offre anche su carta comune immagini dall'aspetto fotografico, grazie alla lucidità della cera. L'impiego di queste stampanti si sta espandendo sempre più. Originariamente creata da Tektronix nel 1986, dopo l'acquisto da parte di Xerox della divisione Color Printing and Imaging di Tektronix nel 2000, la tecnologia "solid ink" (inchiostro solido) divenne parte della linea di stampa da ufficio di Xerox.
La tecnologia solid ink utilizza degli stick di inchiostro solido al posto dell'inchiostro fluido o delle cartucce di toner abitualmente utilizzate nelle stampanti. Dopo che lo stick di inchiostro viene caricato nella stampante, viene sciolto ed utilizzato per produrre immagini sulla carta in un processo molto simile alla stampa offset. Xerox sostiene che la stampa con gli inchiostri solidi abbia colori più vibranti rispetto agli altri metodi di stampa, sia più facile da usare, possa essere fatta su una varietà di mezzi molto ampia e sia maggiormente eco-compatibile, dal momento che riduce la produzione di sostanze di scarto. Gli stick non sono tossici e si possono maneggiare senza alcuna conseguenza nociva. A metà degli anni novanta, il Presidente della Tektronix ingerì parte di uno stick di inchiostro solido, allo scopo di dimostrare che erano completamente sicuri da usare e maneggiare... e potenzialmente commestibili! La sostanza degli stick è composta da oli vegetali.
Stampanti a inchiostro solido sono per esempio la Xerox Phaser 8560 e la Xerox Phaser 8560MFP.

### Stampanti laser
Questa tecnologia deriva direttamente dalla xerografia comunemente implementata nelle fotocopiatrici analogiche.
In sintesi, un raggio laser infrarosso viene modulato secondo la sequenza di pixel che deve essere impressa sul foglio. Viene poi deflesso da uno specchio rotante su un tamburo fotosensibile elettrizzato che si scarica dove colpito dalla luce. L'elettricità statica attira una fine polvere di materiali sintetici e pigmenti, il toner, che viene trasferito sulla carta (sviluppo). Il foglio passa poi sotto un rullo fusore riscaldato ad elevata temperatura, che fonde il toner facendolo aderire alla carta (fissaggio). Per ottenere la stampa a colori si impiegano quattro toner: nero, ciano, magenta e giallo, trasferiti da un unico tamburo oppure da quattro distinti.
Per semplificare la gestione dei consumabili, nelle stampanti laser monocromatiche moderne il toner e il tamburo fotosensibile sono incluse in un'unica cartuccia. Questo tipo di stampante ha una velocità di circa 70 ppm (pagine per minuto) ed una risoluzione che supera i 1200 dpi.

### Stampanti LED
Tecnologia molto simile alla precedente, impiega al posto del laser una barra di LED disposti per tutta la larghezza di una pagina e in numero uguale al numero di pixel da stampare.
Le ultime tecnologie consentono una risoluzione di stampa pari o superiore al laser.
La tecnologia LED, necessitando di una minore quantità di parti mobili, viene considerata più affidabile ed efficiente rispetto al laser tradizionale, mantenendo inoltre un costo di produzione più basso.

### Stampanti a carta termica

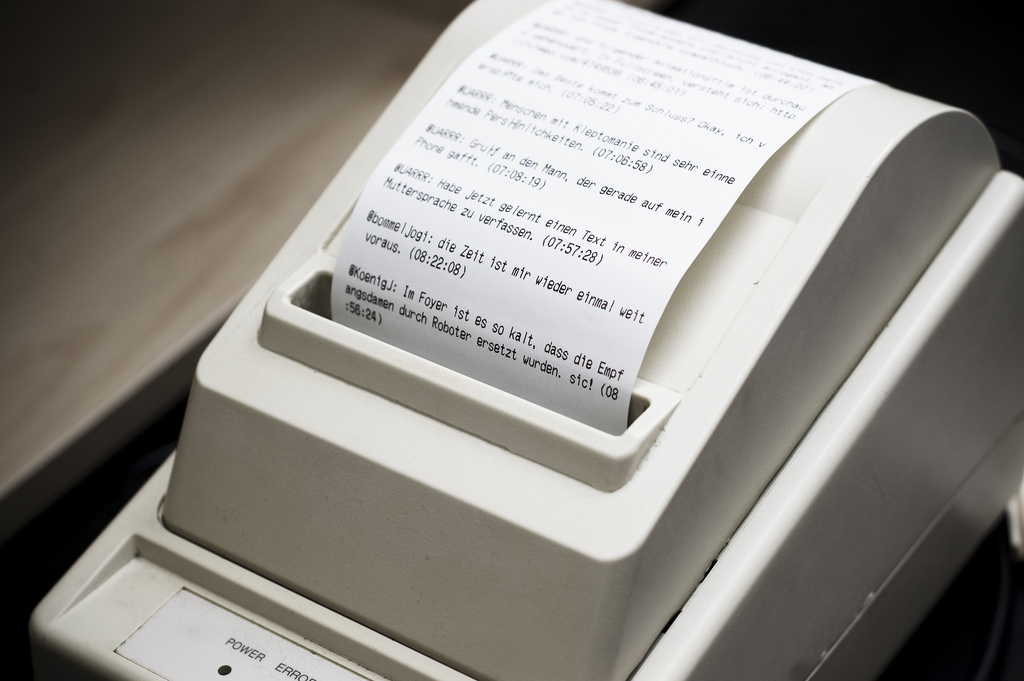
Una stampante per ricevute che stampa una sequenza temporale di Twitter

Impiega un rotolo di carta speciale, trattata chimicamente in modo da annerirsi se scaldata. Una testina larga quanto la pagina, costituita da una schiera di resistenze elettriche che si scaldano per effetto Joule, impressiona l'immagine sul foglio mentre questo vi scorre sotto. Era impiegata nei primi apparecchi telefax, ma i documenti stampati tendevano ad ingiallire e diventare illeggibili in breve tempo. La tecnica è largamente impiegata nelle stampanti di registratori di cassa, bilance, parchimetri ecc. Era impiegata nella stampante integrata con funzioni di plotter nel personal computer Olivetti P6060, avente una testina ceramica costituita da una fila di 5 punti resistivi, equivalenti alle 5 colonne standard dei caratteri alfanumerici.

### Stampanti a trasferimento termico
Questa tecnologia (detta anche "a sublimazione") deriva direttamente dalla precedente, ma invece di impiegare carta speciale, utilizza una pellicola di plastica rivestita da un pigmento che viene trasferito su carta comune o plastica dal calore. Esistono anche modelli a colori, impieganti quattro pellicole con i colori fondamentali. La risoluzione è più bassa rispetto alle stampanti inkjet (non supera in genere i 300 dpi), tuttavia tale risoluzione è sufficiente per ottenere stampe fotografiche di alta qualità: l'inchiostro, infatti, raggiungendo la carta in forma gassosa, si mescola perfettamente permettendo di ottenere qualunque sfumatura di colore in ogni pixel, mentre le stampanti inkjet, per ottenere alcune sfumature, devono ricorrere al dithering (utilizzando più punti per realizzare un solo pixel); una stampa fotografica raramente supera la risoluzione di 300 ppi (pixel per pollice), dal momento che ad occhio nudo è praticamente impossibile apprezzare dettagli ad una risoluzione superiore: sulla stampa a sublimazione, la risoluzione in ppi corrisponde a quella in dpi (punti per pollice), mentre su una stampa inkjet, utilizzando il dithering, ogni pixel è formato da più punti ed occorrono anche 1200 dpi per una risoluzione di 300 ppi.
Le stampe a sublimazione sono inoltre più durature rispetto alle stampe inkjet, tendendo meno al viraggio verso il verde.

### Stampanti Braille

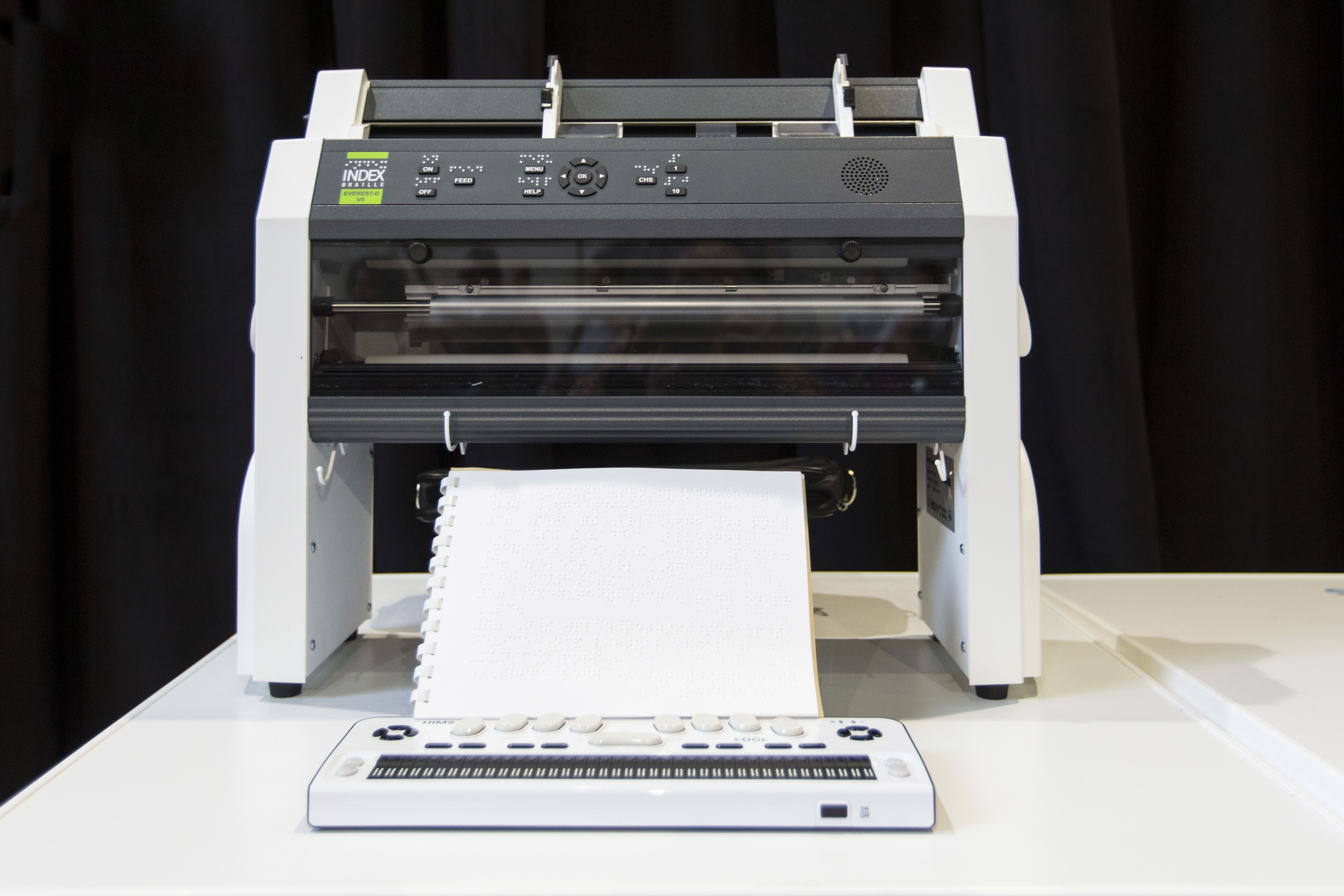
Esempio di stampante Braille (Index Everest-D V5)

Queste macchine non impiegano inchiostri ma imprimono nella carta i simboli caratteristici dell'alfabeto braille per non vedenti. Dispongono di una serie di punzoni mossi da elettromagneti che perforano o imbutiscono la carta creando dei puntini in posizioni opportune grazie ai quali è possibile leggere il testo impresso utilizzando il senso del tatto anziché quello della vista.
Per permettere una comoda lettura i puntini sono posizionati tra di essi sempre alla stessa distanza o comunque distanze di poco differenti da quelle standard, quindi non ha senso parlare di risoluzione di stampa.
Con questo tipo di stampante è possibile stampare soltanto le 64 combinazioni permesse dai 6 puntini del braille, e non è quindi possibile stampare immagini o grafiche elaborate. Si possono creare delle semplici geometrie decorative giocando con combinazioni di caratteri, tecnica utilizzata per frontespizi o per evidenziare l'inizio di un nuovo capitolo.

## Parametri di stampa

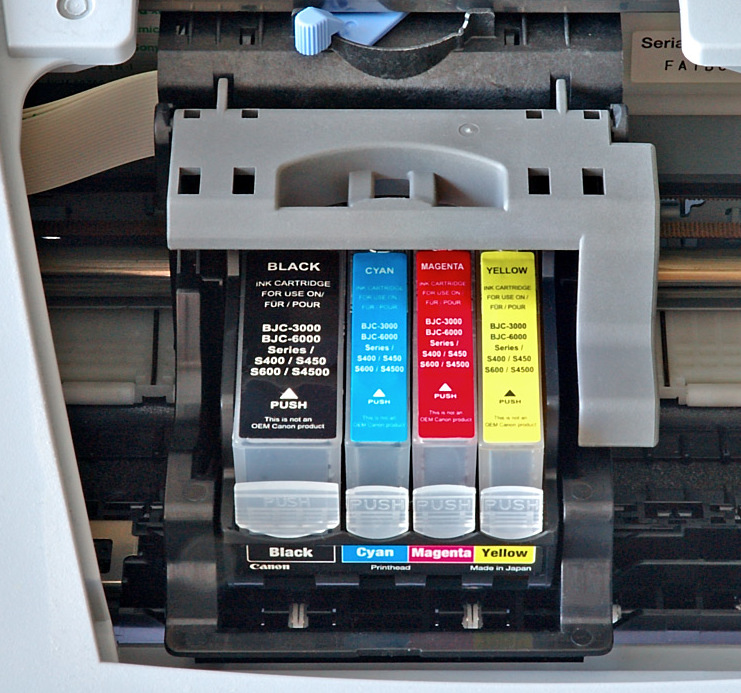
Cartucce di inchiostro in una stampante quadricromatica (Canon S520).

I principali parametri che caratterizzano una stampante sono:
- Interfaccia: il tipo di collegamento al computer, che può essere una porta parallela, seriale, USB, ad infrarossi, bluetooth, Wi-Fi, ethernet, ecc.
- Formato carta: la dimensione, lo spessore, il tipo di supporti di stampa che la stampante è in grado di accettare (carta, buste ecc). Il più diffuso è il formato A4, ma alcuni modelli usano formati minori, in genere per le foto, oppure formati superiori, A3, A2 ecc., fino ai rotoli da 110 cm/44 pollici ed oltre.
- Numero di colori primari: ovvero quanti inchiostri sono utilizzati e quindi quanti colori può riprodurre la stampante; le monocromatiche impiegano un solo colore, di solito il nero. Le tricromatiche usano giallo, ciano e magenta per produrre i colori per sintesi sottrattiva, compreso il nero. Le quadricromatiche hanno i tre colori base già detti più il nero, utilizzato per le stampe bianco e nero e per comporre colori scuri più verosimili. Le esacromatiche hanno in più due tinte chiare di ciano e magenta, per rendere meglio le mezzetinte.
- Risoluzione massima: il numero di punti stampabili sulla carta per unità di lunghezza, che può differire tra il senso orizzontale e verticale. Di solito si esprime in punti per pollice lineare, o dots per inch (DPI). La densità di pixel dell'immagine non corrisponde necessariamente alla densità dei punti di stampa, poiché a ciascun pixel possono corrispondere diversi punti di colore diverso affiancati. Per ragioni di marketing viene spesso indicata la densità di questi ultimi, che è più alta.
- Velocità: il numero di pagine (normalmente A4) che può essere prodotta per unità di tempo, di solito espressa in pagine al minuto. Questo parametro differisce molto a seconda che si stampi un testo bianco e nero oppure una fotografia, ed anche in funzione della qualità e risoluzione impostate.
- Tempo per la prima stampa: il tempo che intercorre tra l'invio dei dati e l'avvio della prima stampa. È un valore poco considerato ma che può arrivare a molte decine di secondi.
- Costo per copia stampata: quando si ha un uso intensivo della macchina, più importante del costo di acquisto sono i costi operativi, dovuto a inchiostri o toner, tamburi, testine, elettricità e quanto altro è necessario per stampare un singolo foglio.

## Software
Il processo di stampa viene gestito dal sistema operativo tramite un apposito driver specifico per ogni modello, fornito dal produttore della stampante, che a differenza del driver generico, offre pieno supporto a tutte le funzioni della stampante, tra cui funzione di fronte/retro, fascicolazione, pinzatura, calibrazione dei colori, scelta dello spessore, tipo (foglio normale o adesivo, lucido, busta, ecc.) e dimensione della carta e altro.

## Produttori di stampanti
Questa lista è suscettibile di variazioni e potrebbe essere incompleta o non aggiornata.

- Apple
- Brother
- Canon
- Epson
- Hewlett-Packard
- Kodak
- Konica Minolta
- Kyocera
- Lexmark
- OKI
- Olivetti
- Pentax
- Ricoh
- Samsung
- Xerox

## Pericoli per la salute
Le stampanti, tra cui anche quelle laser, sono state connesse a diversi rischi per la salute.

### Produzione di ozono
Come conseguenza del processo di stampa la stampante laser produce azoto e ossigeno ionizzati che formano ozono e ossidi di azoto. Per questo su alcuni modelli è installato un filtro al carbonio che intercetta il flusso d'aria riducendo tali ossidi. Quando una stampante laser viene usata per un lungo periodo in uno spazio ridotto e non ventilato il livello d'ozono può raggiungere livelli tali da divenire irritante.
Da diversi anni la maggior parte delle stampanti laser hanno modificato la componentistica eliminando il filo corona che era la causa di produzione di ozono. Si può affermare che la maggior parte delle stampanti laser vengano considerate ad emissione di ozono quasi nullo.

### Problemi respiratori
Secondo uno studio condotto in Queensland, Australia, alcune stampanti emettono un particolato che può causare disturbi respiratori. Gli autori hanno segnalato come l'emissione di polveri sottili variasse significativamente anche fra macchine dello stesso modello. Secondo il professor Morawska dell'Università del Queensland una stampante emette tante polveri sottili quante una sigaretta.
Le conseguenze dell'inalazione di tali polveri dipendono dalla loro composizione spaziando dall'irritazione delle vie respiratorie a malattie più serie come problemi cardiovascolari o cancro.
Uno studio giapponese del 2006 ha scoperto che le stampanti laser aumentano le concentrazioni di sostanze cancerogene come benzolo e stirene, o nocive come lo xilene e l'ozono, mentre le stampanti a getto d'inchiostro emettono 1-pentanolo.
Muhle et al. (1991) hanno riportato che la conseguenza dell'inalazione cronica di toner (una polvere plastica pigmentata con carbone, diossido di titanio e silica) è simile qualitativamente al biossido di titanio e agli scarichi di un motore diesel.